# Kannapolis, NC (film)
Kannapolis, N.C. is een Amerikaanse documentaire uit 1941. De film gaat over het stadje Kannapolis in de staat North Carolina. De film werd in 2004 opgenomen in de National Film Registry.